# گرازماهی بی‌باله
گرازماهی بی‌باله آب‌بازی با جثه کوچک عضو خانواده گرازماهیان است. این گونه تنها عضو سرده بی‌باله‌ها است. این جانور با نام‌های گرازماهی هند و گرازماهی کوویه نیز شناخته می‌شود.

## توصیف ظاهری
گرازماهی بی‌باله تقریباً به گونه کامل فاقد باله پشتی است. رنگ بدن بالغ‌ها خاکستر روشن است. بچه‌های تازه متولد شده اغلب سیاه‌رنگ با پشتی خاکستری‌اند که این رنگ‌ها همگی پس از ۴ تا ۶ ماه خاکستری می‌شوند. طول بالغ‌ها به بیش از ۱٫۵۵ متر می‌رسد تا بیشینه ۲ متر، وزنشان نیز میان ۱۰۰–۷۰ کیلوگرم است. طول تازه متولدان نیز ۸۰–۶۸ سانتی‌متر است با وزنی برابر ۷ کیلوگرم.
گرازماهی بی‌باله در نزدیکی ۲ سالگی به بلوغ جنسی می‌رسد. طول دوره بارداری ۱۰ تا ۱۱ ماه است و هر بار اغلب ۱ بچه به زاییده می‌شود. مدت زمان شیردهی به بچه‌ها ۷ تا ۱۰ ماه است.

## گستره و جمعیت
گرازماهی بی‌باله در آب‌های کرانه‌ای قاره آسیا، به ویژه در کره، هند، چین، اندونزی، بنگلادش، ژاپن، یافت می‌شود. گروهی از آن‌ها که مختص آب شیرین هستند در رودخانه یانگ‌تسه زندگی می‌کنند. در انتهای غربی، این جانوران در خلیج فارس دیده می‌شود.
این گرازماهیان در هر دو آب شور و شیرین توانایی زندگی دارند.

## وضعیت بقا
وضعیت بقای این جانور در سیاهه قرمز اتحادیه بین‌المللی حفاظت از محیط زیست در حالت آسیب‌پذیر طبقه‌بندی شده. این طبقه‌بندی به دلیل کاهش ظاهری جمعیت آن‌ها بر پایه بررسی‌های دقیق در دریای ژاپن و حوزه آبگیر رودخانه یانگ‌تسه صورت گرفته است. جمعیت ساکن در رودخانه یانگ‌تسه به عنوان گونه‌های در معرض خطر شناخته شده‌اند.